# 席德進
席德進（1923年6月28日—1981年8月3日），四川南部人，是台灣現代重要畫家，對台灣畫壇影響力極大。

## 生平
其父席丙文曾任鄉長，兼營鹽井燒鹽業，家境富裕。席德進5歲入私塾，讀古書兼習繪畫，先讀「天府中學」，後就讀甫澄中學時，曾獲校內美術比賽第一名。中學畢業後，進入成都技藝專科學校，受留法畫家龐薰琴的啟發，接觸到馬蒂斯、畢卡索等畫家作品。後轉學至沙坪壩國立藝術專科學校，受教於林風眠，並與趙無極、朱德群、李仲生諸畫家多所往來。抗戰勝利後，國立藝專遷回杭州西湖，席德進隨林風眠前往。

## 年譜
- 1948年隨國民政府來到台灣，在嘉義高中短暫任教。
- 1951年北上成為專業畫家，移居台北與廖未林同住。
- 1955年參加台北新聞大樓舉行的十一位畫家聯展。
- 1957年在台北華美協進會舉行第一次個展，油畫《賣鵝者》獲選第四屆巴西聖保羅雙年展參展。
- 1959年參加國立台灣藝術館的「現代畫聯展」及第五屆巴西聖保羅國際雙年展。
- 1960年參加國立歷史博物館的「現代油畫展」，作品《韻律》、《朽毀》以書法的用筆與結構運用於抽象畫上。
- 1961年參加美國新聞處的「當代中國藝術家聯展」。
- 1962年8月出版《席德進的世界》畫集。後應美國國務院之邀赴美考察。
- 1963年在華盛頓亨利畫廊舉行個展。後移居巴黎。
- 1965年在巴黎吉米博物館圖書館研究中國藝術，以普普風結合中國藝術題材在巴黎渥得巴費畫廊舉行個展。
- 1966年在香港上海商業銀行舉行個展後返回台灣。分別在國立歷史博物館及中國郵報藝廊舉行個展，並出版《席德進素描集》、《席德進的回聲》及《席德進看歐美藝壇》。
- 1967年參加第九屆巴西聖保羅國際雙年展，另榮獲中國文藝協會文藝獎章。
- 1968年在台北精工舍畫廊及藝術家畫廊舉行個展。出版《席德進畫集》。
- 1969年參加日本第五屆國際青年藝術家聯展。應邀成為國立台灣師範大學藝術系兼任副教授。
- 1970年開始注意筆墨在宣紙上的效果，嘗試把台灣山水與現實景物，轉化為文人畫。
- 1972年在台北市立第一銀行與年輕藝術家舉行TAG會員展「朝氣蓬勃的七十年代」。為彰化孔廟保存案，撰文呼籲。
- 1973年整理台灣美術資料，陸續於《雄獅美術》月刊發表。
- 1977年8月，在台中省立圖書館中興畫廊舉行個展。後到金門拍攝古建築並繪製陶瓷，10月出版《我畫、我想、我說》席德進水彩畫集。
- 1978年先後在台北美國新聞處、高雄美國新聞處舉行個展。呼籲保存林安泰古厝原貌。
- 1979年5月，前往香港會見林風眠，並收集資料回台後出版《改革中國畫的先驅者─林風眠》。7月在電影「香火」中客串演出游擊隊長角色。
- 1980年8月24日因胰臟癌入榮總開刀。主辦「現代國畫試探展」於春之藝廊。
- 1981年4月26日接受雄獅美術月刊社之邀由攝影家柯錫杰拍攝席德進人像做為六月號《雄獅美術》月刊一二四期封面人物。5月27日病情加重入台大醫院，動第二次手術。6月16日分別於版畫家、龍門、阿波羅畫廊舉行「席德進特選展」。台中好友舉辦「台中收藏展」，歷史博物館主辦「席德進畫展」，中華民國教育部頒贈榮譽獎章。張大千贈「荷花」畫作，以「瑞濱海岸」回贈。8月3日病情惡化，於凌晨15分病逝。8月12日葬於台中市大肚山大度山花園公墓。

## 外部連結
- 席德進介紹